# Peltogyne venosa
Espèce
Classification phylogénétique
Peltogyne venosa est une espèce de plantes à fleurs de la famille des Caesalpiniaceae selon la classification classique, ou de celle des Fabaceae, sous-famille des Caesalpinioideae selon la classification phylogénétique. C'est un arbre qui est notamment présent en Guyane. Il est parfois appelé « amarante ».